# Olympische Sommerspiele 1996/Teilnehmer (Panama)
| Gelbes Symbol für Goldmedaillen mit stilisierten Olympischen Ringen | Graues Symbol für Silbermedaillen mit stilisierten Olympischen Ringen | Braundes Symbol für Bronzemedaillen mit stilisierten Olympischen Ringen |
| ------------------------------------------------------------------- | --------------------------------------------------------------------- | ----------------------------------------------------------------------- |
| —                                                                   | —                                                                     | —                                                                       |

Panama nahm an den Olympischen Sommerspielen 1996 in Atlanta, USA, mit einer Delegation von sieben Sportlern (fünf Männer und zwei Frauen) teil.

## Teilnehmer nach Sportarten

### Gewichtheben
- Alexi Batista
Federgewicht: 27. Platz

### Kanu
- Scott Muller
Einer-Kajak, Slalom: 44. Platz

### Leichtathletik
- Curt Young
400 Meter Hürden: Vorläufe

### Ringen
- Alfredo Far
Superschwergewicht: 16. Platz

### Schießen
- Jenny Schuverer
Frauen, Luftpistole: 41. Platz

### Schwimmen
- José Isaza
100 Meter Freistil: 43. Platz
200 Meter Freistil: 32. Platz
100 Meter Schmetterling: 55. Platz

- Eileen Marie Coparropa
Frauen, 50 Meter Freistil: 33. Platz